# Gaja (singel)
Gaja (zapis stylizowany: GAJA) – piąty singel polskiej piosenkarki Justyny Steczkowskiej z jej dziewiętnastego albumu studyjnego, zatytułowanego Witch Tarohoro. Singel został wydany 28 listopada 2024.
Kompozycja zwyciężyła w finale polskich eliminacji i reprezentowała Polskę podczas 69. Konkursu Piosenki Eurowizji (2025).
Nagranie otrzymało w Polsce status złotego singla, przekraczając liczbę 62 500 tysiąca sprzedanych kopii.

## Geneza utworu i historia wydania
Utwór napisali i skomponowali Justyna Steczkowska, Patryk Kumór, Emilian Waluchowski, Dominic Buczkowski-Wojtaszek, natomiast za produkcję piosenki odpowiadają Hotel Torino, Emilian Waluchowski i Jan Bielecki. Piosenkarka o singlu:

»Gaja« to manifest osobistej mocy i transcendencji. Gaja, Matka Ziemia, staje się tu symbolem boskości, siły i miłości. [Artystka] łączy w swojej postaci zarówno strefę boską, jak i ludzką. Płacz Gai ma moc transformacji świata. Jako postać matki i opiekunki, ma kontrolę nad czasem i przeznaczeniem. Ma też potężną moc przemiany świata stając się symbolem odzyskiwania kontroli nad własnym przeznaczeniem i czasem.

Singel ukazał się w formacie digital download 28 listopada 2024 w Polsce za pośrednictwem wytwórni płytowej JS Music w dystrybucji Royal Concert. Piosenka została umieszczona na dziewiętnastym albumie studyjnym Steczkowskiej – Witch Tarohoro.

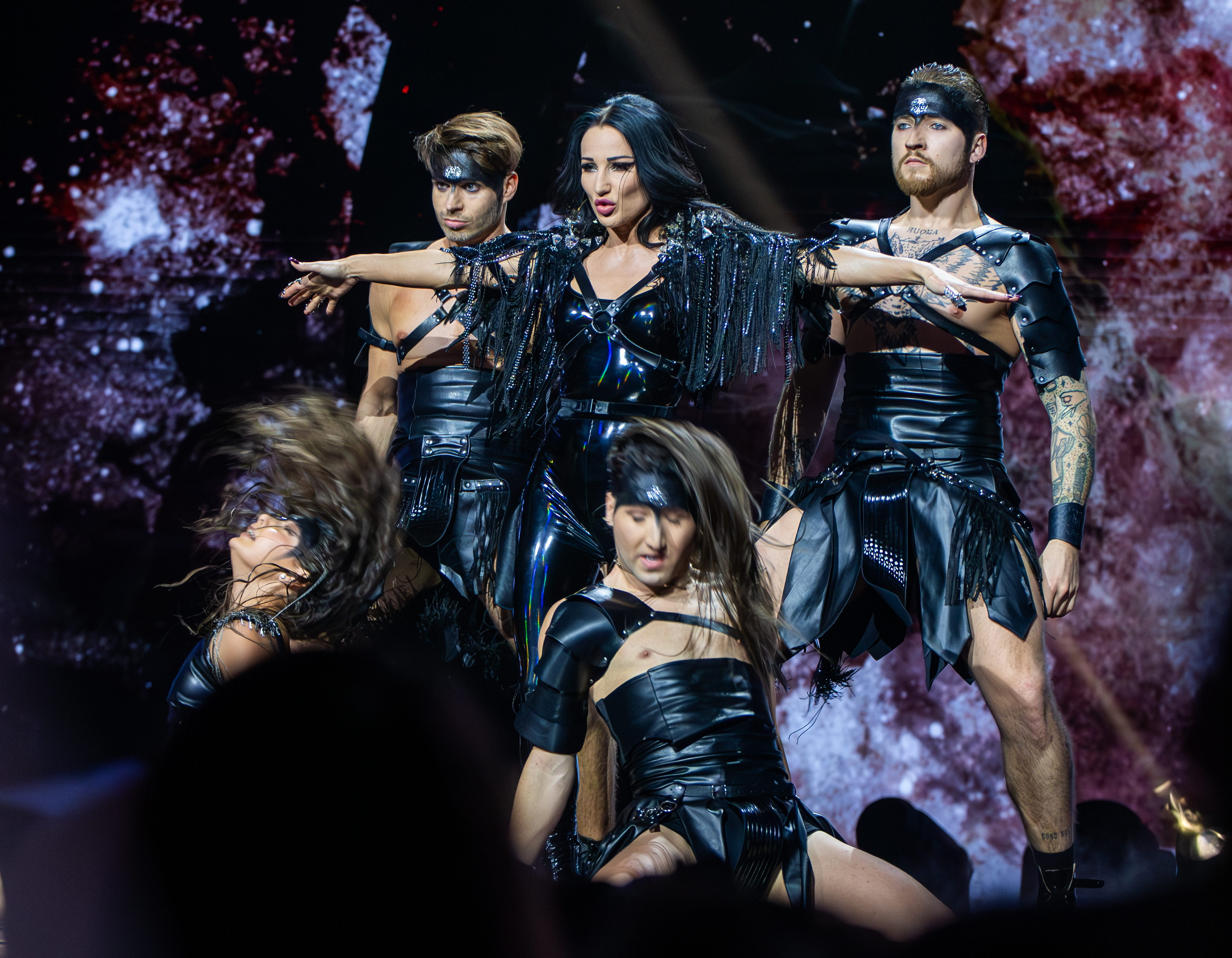
Justyna Steczkowska wykonująca utwór podczas eliminacji do Eurowizji

Singel znalazł się na składance Eurovision Song Contest Basel 2025 (wydana 25 kwietnia 2025).
23 maja 2025 wykonała piosenkę podczas koncertu Radiowy przebój roku na Polsat Hit Festiwal 2025.

## Konkurs Piosenki Eurowizji
Piosenka została zgłoszona do polskich eliminacji do 69. Konkursu Piosenki Eurowizji organizowanego w Bazylei.
Jeszcze przed finałem w plebiscycie „Faworyt OGAE Polska” zorganizowanym przez członków Stowarzyszenia Miłośników Konkursu Piosenki Eurowizji piosenka była faworytem do wygrana preselekcji. 14 lutego 2025 Steczkowska wystąpiła z utworem jako trzecia z kolei i zwyciężyła, zdobywając 39% głosów.
W marcu i kwietniu 2025 piosenka została zaprezentowana przez piosenkarkę na koncertach promocyjnych w: Oslo (Nordic Eurovision Party), Amsterdamie (Eurovision in Concert), Manchesterze (MancHagen Eurovision Festival), Londynie (London Eurovision Party) i Madrycie (Spain Eurovision Pre-Party).
Utwór został zaprezentowany podczas pierwszego półfinału i awansował do finału. Podczas finału piosenka została zaprezentowana jako 15 z kolei, otrzymała 17 punktów od jury i 139 punktów od widzów, ostatecznie z liczbą 156 punktów, singel znalazł się na 14. miejscu.

## Teledysk
Do utworu powstał teledysk w reżyserii samej piosenkarki i Rafała Tylickiego. Materiał wideo udostępniono 12 maja 2025 za pośrednictwem serwisu YouTube.

## Lista utworów
- Digital download[3]

1. „Gaja” – 2:26

- Digital download – Eurovision Edit[20]

1. „Gaja” (Eurovision Edit) – 3:00

- Digital download – Gromee Remix[21]

1. „Gaja” (Gromee Remix) – 2:23

## Notowania

### Pozycja na liście sprzedaży
| Kraj   | Lista (2025)             | Najwyższa pozycja |
| ------ | ------------------------ | ----------------- |
| Litwa  | Singlų Top 100           | 82                |
| Polska | Billboard Poland Songs   | 12                |
| Polska | OLiS – single w streamie | 13                |

## Certyfikaty
| Kraj          | Certyfikat  | Sprzedaż |
| ------------- | ----------- | -------- |
| Polska (ZPAV) | złota płyta | 62 500+  |